# Johan van der Dong

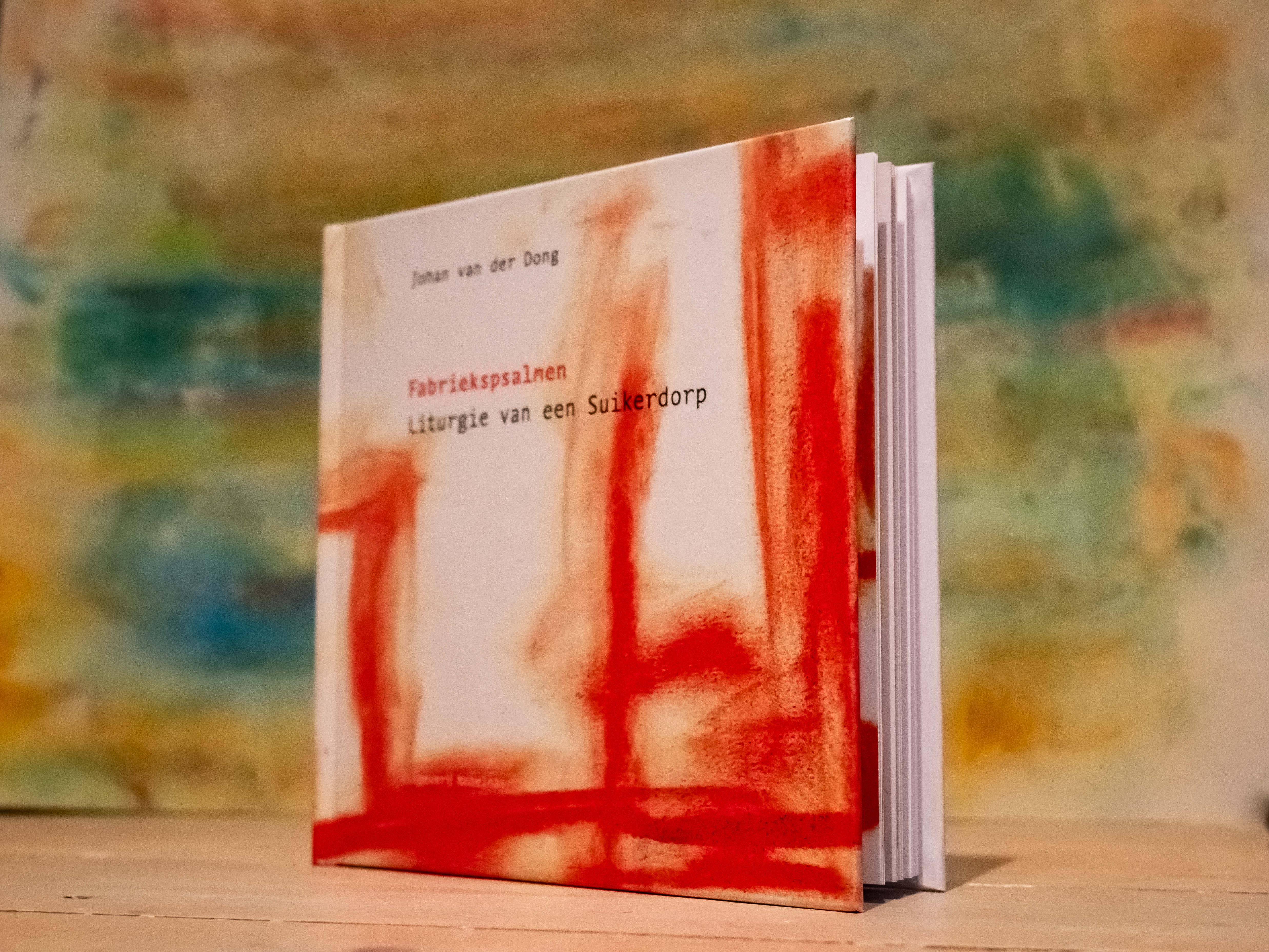
Fabriekspsalmen (2020)

Johan van der Dong (Groningen, 27 april 1962) is een Nederlands conceptueel kunstenaar. Hij brak door met het project De Postbus van God. 
Van der Dong speelt in zijn kunst vaak met levensbeschouwelijke onderwerpen. Hij nodigt bezoekers vaak uit om schriftelijk, per telefoon of via moderne media te reageren zoals bij projecten zoals ‘Brief aan God’ en de ‘Hotline van God’. Dit project werd internationaal opgepakt waardoor het veel bellers kreeg. Niet iedereen was blij met dit project: vanuit de christelijke gemeenschap kreeg hij veel negatieve reacties. In 2010 startte de Postbus van Allah waar veel minder brieven op kwamen. In de Marokkaanse gemeenschap bracht dit echter veel discussie met zich mee. Door de weigering van een aantal podia om dit werk tentoon te stellen, werd hij in 2012 tijdens het Passion for Freedom Festival in Londen voor een Freedom (Ambassodor of the year) Award genomineerd.
In zijn performances en gedichten draagt Van der Dong eigen teksten voor, waarin beelden een refrein vormen. Het project, 'Jouw Orgaan, Mijn Orgaan (2011) vormt daar een voorbeeld van. In 2011 en 2013 zijn de teksten van de performances in dichtbundels verschenen.    